# Philip Kim (Breakdancer)
Philip Kim (* 25. Januar 1997 in Toronto, Ontario), auch bekannt unter seinem Nickname Phil Wizard, ist ein kanadischer Breakdancer mit südkoreanischen Wurzeln. Bei den Olympischen Spielen 2024 in Paris gewann er die erste olympische Goldmedaille in seiner Sportart.

## Biografie
Philip Kim kam als Sohn südkoreanischer Einwanderer in Toronto zur Welt und wuchs in Vancouver auf. Während seiner Schulzeit kam Kim erstmals mit dem Breaking in Berührung, als er einem Auftritt der lokalen Crew Now or Never vor der Vancouver Art Gallery beiwohnte. 2009 stattete das gemeinschaftliche Tanzprojekt A Star Society seiner Highschool einen Besuch ab, woraufhin er an der Boogaloo Academy mit Jheric Hizon alias „B-Boy Twist“ zu trainieren begann. Bald schloss er sich den Crews Now or Never und Soul Felons an und unterhielt seine Mitschüler auf den Gängen mit Spins, Freezes und Footwork. Nach dem Schulabschluss studierte er zwei Semester lang Psychologie, verschrieb sich schließlich aber voll und ganz dem Breaking.
Im Alter von 18 Jahren gelang Kim in Los Angeles erstmals die Qualifikation für das Red Bull BC One. In den folgenden Jahren etablierte er sich mit Siegen in zahlreichen Wettbewerben rund um die Welt als einer der bekanntesten B-Boys. Kim reüssierte unter anderem beim Red Bull BC One sowie mehrfach beim Notorious IBE im niederländischen Heerlen. Im Oktober 2021 gewann er im Rahmen der von der World DanceSport Federation (WDSF) ausgetragenen Weltmeisterschaft in Paris hinter Victor Montalvo die Silbermedaille, im darauffolgenden Jahr gelang ihm mit Gold in Seoul die Revanche. 2023 musste er sich im Finale von Löwen erneut dem US-Amerikaner geschlagen geben. Bei den Panamerikanischen Spielen in Santiago de Chile holte er das erste Breakdance-Gold der Geschichte und qualifizierte sich damit für die Olympischen Spiele von Paris. Zudem war er seit 2018 wiederholt als Juror tätig und trat mehrfach als Show-Act auf, unter anderem 2023 bei einem Heimspiel der Brooklyn Nets.
Am 10. August 2024 feierte Philip Kim den größten Erfolg seiner Karriere, als er sich bei den Spielen in Paris die erste Breaking-Goldmedaille in der Geschichte olympische Sommerspiele sicherte. Im Finale setzte sich der 27-Jährige mit einstimmiger Jurywertung von 5:4, 9:0 und 9:0 gegen den Franzosen Danis Civil alias Dany Dann durch.

## Stil
Sein Jugendtrainer Jheric Hizon sagte über Philip Kim alias Phil Wizard, er habe „einen im Breaking einzigartigen Ausdruck entwickelt, indem er nicht nur das ‚Breakdancing-Vokabular‘ verstehe, sondern auch wisse, wie er seine Moves aneinanderreihe“:

“A lot of these moves everybody can do, but it’s how you put it together, so it’s like creating a puzzle and he creates these puzzles with beautiful pictures in them, and while people are still figuring out where this left piece or right piece goes, and he figured out how to make them really fast and unique.”

„Viele dieser Moves kann jeder machen, aber es geht darum, wie man sie zusammenstellt. Es ist wie ein Puzzle zu bauen, und er baut diese Puzzles mit schönen Bildern darin. Und während die Leute noch versuchen herauszufinden, wohin das linke oder rechte Teil gehören, hat er einen Weg gefunden, sie schnell und wirklich einzigartig zu bauen.“

## Erfolge
2017
- 1. Platz Freestyle Session Canada, Toronto[5]
- 1. Platz The Flyest, Calgary
- 1. Platz BC One Los Angeles Cypher
- 1. Platz Cypher Party Bordeaux

2018
- 1. Platz Foundation Anniversary, Tokio
- 1. Platz Big Trouble in Little Vancouver
- 1. Platz Block Party, Perpignan
- 1. Platz Serial Kickerz Jam, Bordeaux
- 1. Platz BC One Canada Cypher, Toronto
- 1. Platz IBE 4v4 Battle, Heerlen
- 1. Platz IBE Festival Undisputed Solo Battle, Heerlen
- 1. Platz New Birth Crew Anniversary, Portland
- 1. Platz Now or Never Anniversary, Vancouver

2019
- 1. Platz IBE Festival Undisputed Solo Battle, Heerlen
- 1. Platz Freestyle Session Canada, Vancouver
- 1. Platz Battle Break It, Arras
- 1. Platz Groove Session France, Toulouse
- 1. Platz WDSF Fise Open Series, Montpellier
- 1. Platz Unidsputed V World Finals, Marrakesch
- 1. Platz Arkleague Presents: Breakark, Samukawa

2020
- 1. Platz Full Throttle, Osaka

2021
- 1. Platz Canada Dance Sport Finals, Toronto
- 1. Platz BBIC Korea Open 1 on 1 Breaking (Online)
- 1. Platz Battle Bad, Sarcelles
- 1. Platz Break Free Worldwide Presents: SurvivLL Championship (Online)
- 1. Platz DPC Jam 2v2 World Final, Zürich
- 2. Platz Red Bull BC One World Finals, Danzig
- 2. Platz WDSF Breaking Championship, Paris

2022
- 1. Platz LCB 2v2 World Final, Lüttich
- 1. Platz Red Bull BC One 7 to Smoke, Lyon
- 1. Platz Fujifilm Instax Undisputed Masters x UK Champs, London
- 1. Platz The Legits Blast: Outbreak Europe 2v2, Banská Bystrica
- 1. Platz IBE Festival: Crew Battle, Heerlen
- 1. Platz United Styles, Boston
- 1. Platz The World Battle: 7 to Smoke, Porto
- 2. Platz BBIC World Final, Seoul
- 1. Platz WDSF World Breaking Championship, Seoul

2023
- 1. Platz Fujifilm Instax Undisputed Masters, Tokio
- 1. Platz Under the Lions Rock Volume 2, Hongkong
- 2. Platz WDSF Breaking for Gold World Series, Rio de Janeiro
- 1. Platz WDSF Breaking for Gold World Series, Montpellier
- 1. Platz WDSF Breaking for Gold World Series, Santiago
- 1. Platz Fujifilm Instax Undisputed Masters, London
- 2. Platz World Breaking Championship, Löwen
- 2. Platz Red Bull BC One, Paris
- 1. Platz Panamerikanische Spiele, Santiago
- 1. Platz Battle of the Year, Osaka

2024
- 1. Platz Breaking Do Verao, Rio de Janeiro
- 1. Platz No Limits Presented by Ill Abilities, Montreal
- 1. Platz Olympische Spiele, Paris